# VIIe législature du Parlement valencien
La VIIe législature du Parlement valencien est un cycle parlementaire du Parlement valencien, d'une durée de quatre ans, ouvert le 14 juin 2007 à la suite des élections du 27 mai précédent et clos le 29 mars 2011.

## Bureau du Parlement
| Poste                   | Titulaire                     | Parti | Parti     | Circonscription |
| ----------------------- | ----------------------------- | ----- | --------- | --------------- |
| Présidente              | Milagrosa Martínez            |       | PPCV      | Alicante        |
| Premier vice-président  | José Cholbi                   |       | PPCV      | Alicante        |
| Premier vice-président  | Antonio Clemente (04.03.2009) |       | PPCV      | Valence         |
| Premier vice-président  | Rafael Maluenda (11.11.2009)  |       | PPCV      | Alicante        |
| Seconde vice-présidente | Isabel Escudero               |       | PSPV-PSOE | Castellón       |
| Première secrétaire     | Fernanda Vidal                |       | PPCV      | Castellón       |
| Second secrétaire       | Antoni Such                   |       | PSPV-PSOE | Valence         |

## Groupes parlementaires
| Nom | Nom               | Début | Fin | Porte-parole                                                                                             |
| --- | ----------------- | ----- | --- | --- |
|     | Groupe populaire  | 54    | 54  | Esteban González Pons Ricardo Costa (17.03.2008) Rafael Maluenda (15.10.2009) Rafael Blasco (04.11.2009) |
|     | Groupe socialiste | 38    | 38  | Joan Ignasi Pla Ángel Luna (23.10.2007)                                                                  |
|     | Groupe Compromís  | 7     | 7   | Mónica Oltra Enric Morera (21.12.2009)                                                                   |
|     | Groupe mixte      | 0     | 0   | Glòria Marcos (du 14.06 au 27.07.2007)                                                                   |

## Commissions parlementaires
| Commission                                                                            | Président                  | Parti     | Parti | Circonscription |
| ------------------------------------------------------------------------------------- | -------------------------- | --------- | ----- | --------------- |
| Commissions permanentes législatives                                                  |                            |           |       |                 |
| Commission de Coordination, d'Organisation et du Régime des institutions valenciennes | Rafael Maluenda            | PPCV      |       | Alicante        |
| Commission de l'Éducation et de la Culture                                            | Soledad Linares            | PPCV      |       | Castellón       |
| Commission de l'Économie, des Budgets et des Finances                                 | Jesús Ros Piles            | PSPV-PSOE |       | Valence         |
| Commission de l'Agriculture, de l'Élevage et de la Pêche                              | Josep Pañella              | Compromís |       | Castellón       |
| Commission de la Santé et de la Consommation                                          | Esther Franco              | PPCV      |       | Valence         |
| Commission de l'Industrie, du Commerce et du Tourisme                                 | Dolores Botella            | PPCV      |       | Valence         |
| Commission des Travaux publics et des Transports                                      | Rafael Ferraro             | PPCV      |       | Valence         |
| Commission de la Politique sociale et de l'Emploi                                     | Diego Macià                | PSPV-PSOE |       | Alicante        |
| Commission de l'Environnement                                                         | Andrés Ballester           | PPCV      |       | Alicante        |
| Commission du Développement du statut d'autonomie                                     | Antonio Clemente           | PPCV      |       | Valence         |
| Commission du Gouvernement et de l'Administration locale                              | Alicia de Miguel           | PPCV      |       | Valence         |
| Commissions permanentes non-législatives                                              |                            |           |       |                 |
| Commission du Règlement                                                               | Milagrosa Martínez         | PPCV      |       | Alicante        |
| Commission du Statut des députés                                                      | Milagrosa Martínez         | PPCV      |       | Alicante        |
| Commission des Pétitions                                                              | Milagrosa Martínez         | PPCV      |       | Alicante        |
| Commission du Gouvernement intérieur                                                  | Milagrosa Martínez         | PPCV      |       | Alicante        |
| Commission des Affaires européennes                                                   | David Serra                | PPCV      |       | Alicante        |
| Commission de la Politique linguistique                                               | César Asencio              | PPCV      |       | Alicante        |
| Commission de la Femme et des Politiques d'égalité                                    | Verónica Marcos            | PPCV      |       | Valence         |
| Commission des Droits humains et du Tiers monde                                       | Salvafor Cortes            | PPCV      |       | Valence         |
| Commission des Nouvelles technologies et de la Société de la recherche                | Antonio Peral              | PPCV      |       | Alicante        |
| Commission des Nouvelles technologies et de la Société de la recherche                | Vicente Parra (17.03.2008) | PPCV      |       | Valence         |
| Commission de la Sécurité nucléaire                                                   | Sagrario Sánchez           | PPCV      |       | Valence         |
| Commission du Contrôle de la Radiotélévision RTVV                                     | Ricardo Martínez           | PPCV      |       | Castellón       |

## Gouvernement et opposition
| Candidat               | Date                                    | Vote       |      |      |     | Résultat |
| Candidat               | Date                                    | Vote       | PPCV | PSOE | CPV | Résultat |
| Francisco Camps (PPCV) | 25 juin 2007 (majorité absolue requise) | Oui        | 54   |      |     | 54 / 99  |
| Francisco Camps (PPCV) | 25 juin 2007 (majorité absolue requise) | Non        |      | 38   | 7   | 45 / 99  |
| Francisco Camps (PPCV) | 25 juin 2007 (majorité absolue requise) | Abstention |      |      |     | 0 / 99   |

## Désignations

### Sénateurs
| Parti | Parti                          | Sénateurs désignés           | Voix |
| ----- | ------------------------------ | ---------------------------- | ---- |
| PP    |                                | Juan Antonio Rodríguez Marín | 54   |
| PP    | Andrea Fabra Fernández         |                              | 54   |
| PP    | Julio Francisco de España Moya |                              | 54   |
| PSOE  |                                | Joan Lerma i Blasco          | 42   |
| PSOE  | Juan Andrés Perelló Rodríguez  |                              | 42   |

- Désignation : 17 juillet 2007.
- Andrea Fabra (PP) est remplacée en mars 2008 par Alfonso Gustavo Ferrada Gómez avec 49 voix favorables.
- Juan Andrés Perelló (PSOE) est remplacé en novembre 2009 par Leire Pajín Iraola avec 38 voix favorables.